# Mel 25
A Melotte 25 (ismertebb nevén Hyadok) egy nyílthalmaz a Taurus (Bika) csillagképben. A Hyadok nevet a görög mitológia szereplőiről, a hüaszokról kapta.

## Felfedezése

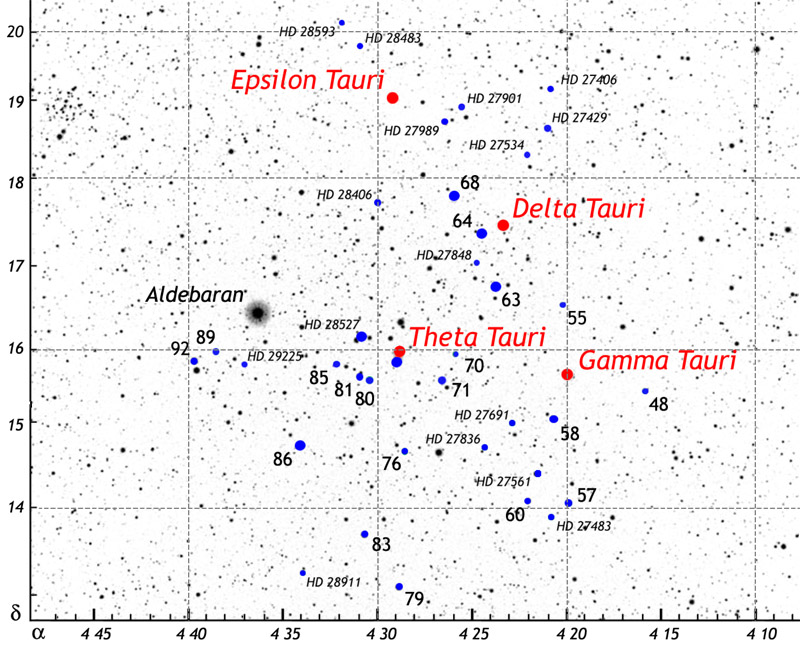
A Hyadok fényesebb csillagai

A nyílthalmaz az ősidők óta ismert, mivel szabad szemmel is látható. I. e. 750 körül már Homérosz, i. e. 700 táján Hésziodosz is említést tesz róla, de számos más ókori szerző műveiben is megjelenik. Első katalogizálását valószínűleg Giovanni Battista Hodierna végezte el 1645-ben, majd 1915-ben Philibert Jacques Melotte katalógusába is bekerült. A 17. és 18. századi csillagatlaszok és térképek többségében is szerepel.

## Tudományos adatok
Körülbelül 150 fényév távolságával a hozzánk egyik legközelebb eső nyílthalmaz. A halmaz központjának kiterjedése nagyjából 10 fényév, de külső csillagai miatt legalább 80 fényév átmérőjű. A Hertzsprung-Russell diagram alapján a halmaz becsült kora 790 millió év. A halmaz csillagai az Orion csillagképben található Betelgeuze nevű csillagtól egy kissé keletre található pont felé mozognak. A Bika csillagkép legfényesebb csillaga az Aldebaran nevű narancsszínű óriáscsillag, amely látszólag a nyílthalmaz része, azonban valójában jóval közelebb található a Földhöz, mint a halmaz csillagai.

## Megfigyelési lehetőség
Szabad szemmel is látható. Megfigyelhetőségi ideje megegyezik a Bika csillagkép főcsillaga, az Aldebaran megfigyelhetőségi idejével.